# Trentham Hall

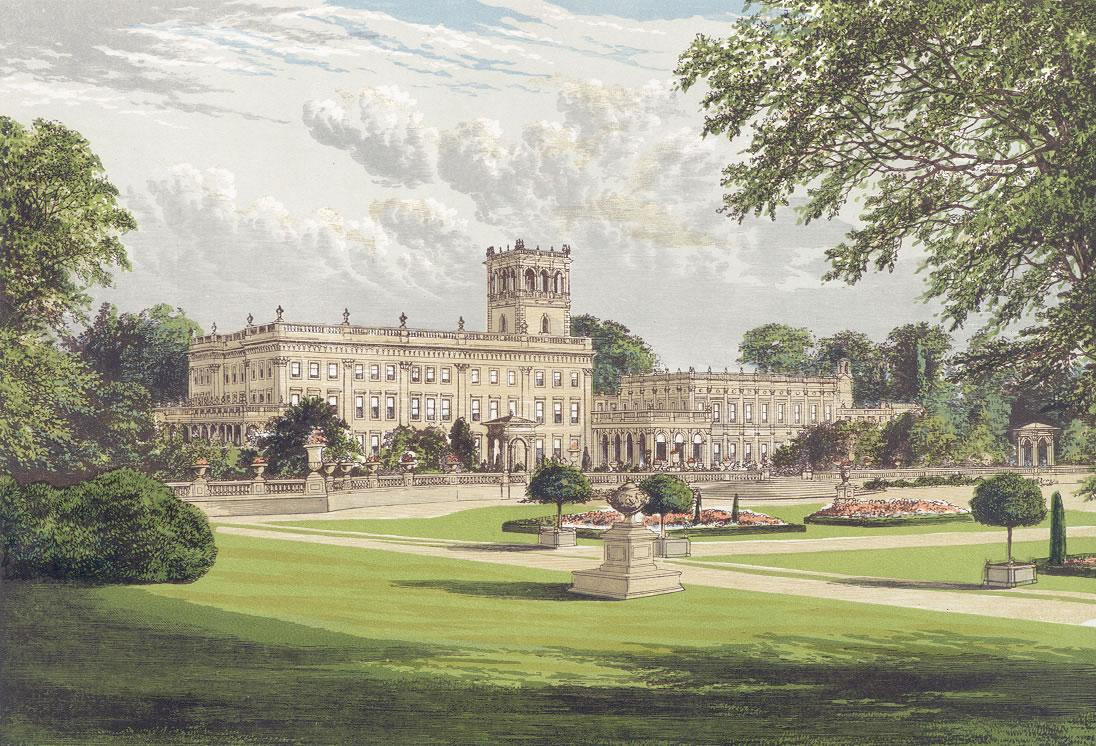
O Trentham Hall em 1880, representado no Seats of Noblemen and Gentlemen, de Morris. A entrada da frente fica à esquerda, conduzindo ao corpo principal de três pisos. A ala da família, de dois pisos, fica à direita, para lá do campanário.

O Trentham Hall foi um palácio rural da Inglaterra localizado em Trentham, nas franjas sul da cidade de Stoke-on-Trent, no Staffordshire. O edifício foi demolido em 1911 pelo seu proprietário, Cromartie Sutherland-Leveson-Gower, 4º Duque de Sutherland, mas os jardins formais italianos e o parque paisagístico à inglesa que o rodeavam, com o seu lago e bosques, foram preservados, encontrando-se agora abertos ao público com o nome de Trentham Gardens.
Uma das razões que levou à demolição do palácio foi a poluição do Rio Trent, o qual corre através dos campos da propriedade. A poluição, juntamente com muita da indústria da crâmica que a causou, há muito que desapareceu, e agora existem guarda-rios nesses mesmos campos.

## História

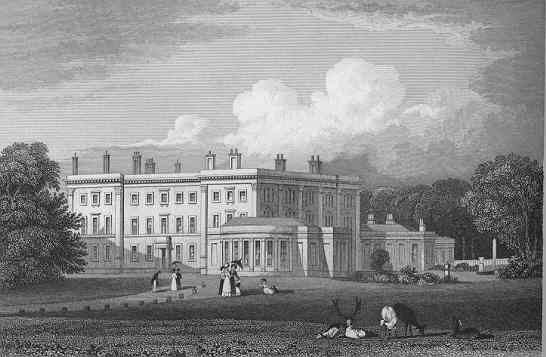
O Trentham Hall na década de 1820, antes das obras de expansão empreendidas no século XIX.

Um priorado agostiniano ocupou a propriedade de Trentham desde o século XI até à Dissolução dos Mosteiros. A herdade foi vendida, em 1540, a James Leveson, de Perton Hall, próximo de Wolverhampton. A família Leveson ocupou a propriedade e construiu uma nova casa em 1634. A herdeira dos Leveson, Frances, casou com Sir Thomas Gower, conduzindo à criação da família Leveson Gower. O seu filho, Sir William Leveson Gower, construiu uma noca casa no local em 1690.
Em relação aos antigos dias do último Trentham Hall, construido na década de 1830, William White escreveu em 1851: "Trentham Hall é a principal residência do Muito Nobre George Granville Leveson Gower, Duque de Sutherland, Marquês de Stafford, Conde de Gower, Visconde de Trentham e Xerife Hereditário de Sutherland. É um elegante palacete, situado próximo da aldeia num parque de 500 acres (2 km²). Tem sido inteiramente reconstruido durante os últimos 14 anos e agora tem uma elegante frontaria de pedra e uma grandiosa torre quadrada. O antigo hall foi erguido cerca de 120 atrás, segundo um modelo da Buckingham House, no St. James's Park, mas foi consideravelmente alterado e melhorado pelo 1º Marquês de Stafford, a partir de desenhos de Henry Holland, que deu um novo e imponente carácter ao conjunto. O actual palacete possui uma plano maior e mais magnífico e os jardins encontram-se entre os mais refinados na Inglaterra" . A remodelação também foi obra de Sir Charles Barry.
Existem planos para reconstruir o Trentham Hall como um hotel de cinco estrelas.

## Os jardins e o Parque

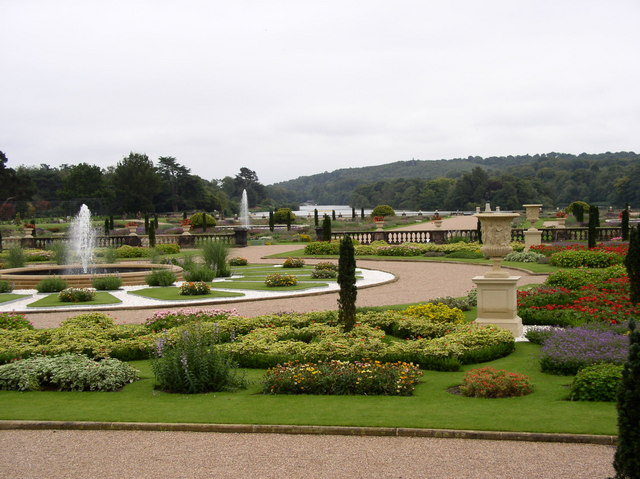
Aspecto do jardim à italiana.

Actualmente, os jardins e o parque de Trentham cobrem cerca de 1,2 km² (300 acres). A arquitectura paisagística foi desenhada como um parque serpenteante, por Capability Brown e Henry Holland, a partir de 1758, sobrepondo-se a um desenho formal anterior atribuido a Charles Bridgeman. No entanto, no século XX os Trentham Gardens foram conhecidos, principalmente, pelos jardins formais sobreviventes, dispostos na década de 1840 por Sir Charles Barry, o qual também criou jardins à italiana de Harewood House e de Cliveden.
Os jardins forma o local onde se ergueu o Trentham Ballroom (Salão de Baile de Trentham), o qual foi inaugurado em 1931 e encerrou em 2002. Passaram pelo Trentham Ballroom uma série de bandas que interpretaram músicas de dança, rock e pop, incluindo os The Who e Led Zeppelin. O Salão de Baile também acolheu cerimónias de graduação pelo North Staffordshire Polytechnic (Instituto Politécnico do Norte Staffordshire).
A propriedade de está a passar por uma importante requalificação, orçamentada em 120 milhões de libras (200 milhões de dólares), levada a cabo pela St Modwen Properties plc, passando a constituir um destino de lazer chamado "The Trentham Estate".

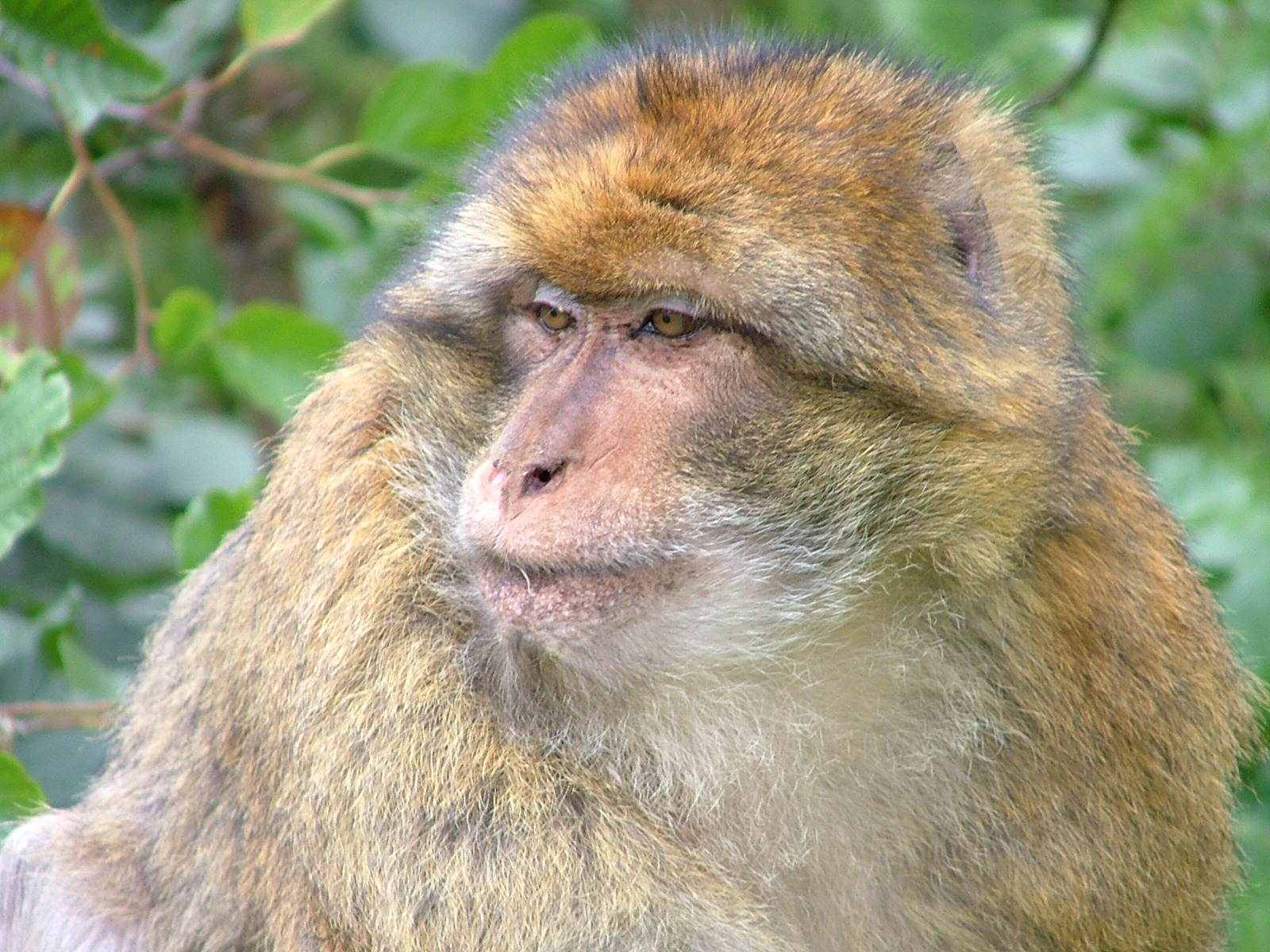
Macaco-de-Gibraltar na Floresta dos Macacos de Trentham.

O projecto em Trentham inclu o restauro dos jardin à  italiana e dos bosques, além da criação dum centro de jardinagem. O objctivo evitar atracções barulhentas semelhantes às dos parques temáticos, oferecendo, pelo contrário, "experiências autênticas" aos idosos e às crianças pequenas.
Recentemente, foi inaugurada a Floresta dos Macacos, a primeira do seu género na Inglaterra. Os visitantes podem deambular pelo parque onde 140 Macacos de Gibraltar circulam livremente pelos bosques. Não existem cercas que impeçam os macacos de interagir com os humanos, embora vá contra as regras do parque tocar nos animais e existam guardas que garantem a segurança dos visitantes.
Em Dezembro de 2008, foi inaugurada no local uma Roda Gigante de Observação para que os turistas pudessem obter uma vista elevada das atracções existentes no complexo e em volta da cidade. Mais tarde, esta foi encerrada, vindo a ser desmantelada em 2009.